# Bahía de Clew
La bahía de Clew (del inglés: Clew Bay); en irlandés: Cuan Mó' es una bahía natural oceánica en el condado de Mayo, Irlanda. Contiene el mejor ejemplo de Irlanda de drumlins hundidos. Según la tradición, hay una isla en la bahía para cada día del año. Sobre la bahía queda Croagh Patrick, la montaña sagrada de Irlanda y las montañas del norte de Mayo. La isla de Clare guarda la entrada de la bahía. Desde la parte suroeste de la bahía hacia el este están Louisburgh, Lecanvey, Murrisk y Westport; al norte de Westport está Newport, y hacia el oeste desde allí queda Mulranny, puerta de entrada a la isla Achill. Desde la parte sur de la bahía, entre la isla de Clare y Achill, puede verse Bills Rocks.
La bahía de Clew fue el centro de las posesiones de la familia O'Malley en la Edad Media, y se relaciona especialmente con Grace O'Malley. Durante la guerra civil irlandesa en julio de 1922, 400 soldados del Estado Libre tomaron tierra en la bahía de Clew para tomar Westport y Castlebar de fuerzas Anti-Tratado. En la bahía se encuentra también Dorinish, una isla privada adquirida por John Lennon en 1967. Glenans Irish Sailing Club, una escuela de navegación no lucrativa, tiene una rama en la isla Collanmore donde se enseña la navegación a vela en velas ligeras, windsurf y catamaranes. En años recientes se ha producido la controversia sobre la piscicultura en la bahía.

## Islas de la bahía de Clew
Según la leyenda, la bahía de Clew tiene 365 islas en ella ("una isla para cada día del año"). El gran número de drumlins en el extremo oriental de la bahía suscitó este mito, pero de hecho no hay tantas.

### Islasdrumlin, barras de arena y rocas
Esta carta muestra las posiciones relativas de las islas, barras de arena y rocas en la mitad oriental de la bahía de Clew. Hay 117.
|    | 86           | 87                    | 88                                          | 89                                | 90                                            | 91                                  | 92                                               | 93                                           | 94                                    | 95                                 | 96                                  |
| 96 |              | Inishkeel             | Inishbobunnan (Sin nombre)                  | Beetle Island North Inishlim      |                                               |                                     |                                                  |                                              |                                       |                                    |                                     |
| 95 | Moynish More | Black Rock Inisherkin | Inishgowla Beetle Island South Inishnacross | Inishtubrid                       | Inishquirk                                    |                                     | Illannambraher                                   | Roslynagh                                    | Gobfadda Kid Island East              |                                    | Forillan Illanavrick Camel Island   |
| 94 | Moynish Beg  | Inishcooa Roeillaun   | Inishdeashmore Inishdeashbeg                | Inishilra Inishcarrick Inishcorky |                                               | Inishdasky Inishcoragh (Sin nombre) | Freaghillanluggagh                               | Inishdaweel Muckinish Illanascraw            | Inishturlin                           | Rabbit Island                      |                                     |
| 93 |              |                       |                                             | Inishcannon                       | Inisheanmore Rock Carrickachorra Carricklahan | Freaghillan West Inishkee           | Freaghillan East Inishcuill West Inishfesh       | Inishcuill Carrickwee                        |                                       | Rosbarnagh Island Carrigeennaronty |                                     |
| 92 |              |                       |                                             |                                   | Inishoo                                       | Illanmaw Inishgowla                 | Mauherillan Inishlaughil                         | Inishmolt Inishbollog                        | Inishdaff                             | Inishloy                           |                                     |
| 91 |              |                       |                                             |                                   | Inishbee                                      | Calf Island Derrinish               | Inishcottle                                      | Illannaconney Inishnakillew                  | Inishturk                             |                                    |                                     |
| 90 |              |                       |                                             |                                   | Rabbit Island                                 | Knocky-Cahillaun Quinnsheen Island  | Freaghillan Moneybeg Island Clynish Illaunnamona | Carrigeenglass North Trawbaun Carrigeenglass | Atticlea Island                       |                                    |                                     |
| 89 |              |                       |                                             |                                   | Island More                                   | Collan Beg                          | Collan More Carrigeenglass South                 |                                              |                                       |                                    |                                     |
| 88 |              |                       |                                             |                                   | Inishgort                                     | Inishlyre                           |                                                  |                                              |                                       |                                    |                                     |
| 87 |              |                       |                                             | Dorinish More                     | Inishlaghan                                   | Crovinish Carrickwee                | Illanataggart Rocky Island                       |                                              |                                       |                                    |                                     |
| 86 |              | Creggandillisk        |                                             |                                   | Dorinish Beg Inishimmel                       | Inishleague                         | Inishgowla South Inishraher                      | Forillan Carrickawart Island Finnaun Island  | Stony Island                          |                                    | Cleavlagh Strand                    |
| 85 |              |                       |                                             |                                   | Carrickataha                                  | Bartraw Inishdaugh                  | Inisheeny                                        | Corillan Carricknamore                       | Green Islands                         | Carricknacaly                      | Monkellys Rocks Inishweela Illanroe |
| 84 |              |                       |                                             |                                   |                                               | Cahernaran Island                   |                                                  |                                              | Annagh Island West Sruffanbaun Strand | Annagh Island East Illanatee       |                                     |
| 83 |              |                       |                                             |                                   |                                               |                                     |                                                  |                                              | Annagh Island Middle Roeillan         |                                    |                                     |